# Нагорода Чарлі Конахера
Гуманітарна нагорода імені Чарлі Конахера, або Пам'ятний трофей Чарлі Конахера (англ. Charlie Conacher Humanitarian Award or Charlie Conacher Memorial Trophy) — нагорода, яка присуджувалась гравцеві Національної хокейної ліги (НХЛ), який зробив «видатний внесок у гуманітарні та громадські проєкти». Нагорода була заснована у сезоні НХЛ 1968–69 на згадку про гравця Зали хокейної слави Чарлі Конахера, який помер від раку горла в 1967 році, і включав щорічну благодійну вечерю, на якій збирали гроші для Дослідницького фонду Чарлі Конахера для боротьби з раком. Нагорода не була пов'язана з НХЛ, хоча вона вручалась одному з гравців ліги.